# Архипелаг ГУЛАГ
«Архипела́г ГУЛА́Г» — наиболее известное художественно-историческое произведение Александра Солженицына о репрессиях в СССР в период с 1918 по 1956 год. Основано на письмах, воспоминаниях и устных рассказах 257 заключённых и личном опыте автора.
ГУЛАГ — аббревиатура от «Главное управление лагерей». По воспоминаниям Дмитрия Лихачёва, название «Архипелаг ГУЛАГ» было вдохновлено рассказами о Соловецком архипелаге, на котором располагался первый советский лагерь СЛОН. Существует также версия, что это название является аллюзией на книгу «Остров Сахалин».

## История написания и публикации
«Архипелаг ГУЛАГ» был написан Александром Солженицыным в СССР тайно в период с 1958 по 1968 год (закончен 2 июня 1968 года), первый том опубликован в Париже в декабре 1973 года.
В работе над написанием книги Солженицыну помогали Надежда Григорьевна Левитская и Наталья Мильевна Аничкова, с которыми он познакомился в 1964 году. У женщин был опыт нахождения в сталинских лагерях: Левитская находилась в сталинских лагерях после ареста в 1951 году — у неё также были арестованы отец, мать и брат; Аничкова находилась в лагерях по 58-й статье. Однажды заболев от тяжёлого труда, Левитская оказалась в тюремной больнице, где познакомилась с Аничковой, которая работала в больнице. Наталья Мильевна Аничкова удочерила Левитскую. Прочитав повесть «Один день Ивана Денисовича», они написали письмо Солженицыну, который встретившись с ними, заручился их помощью. Солженицын при общении с своими помощниками всегда соблюдал строгую конспирацию. При разговорах по телефону он называл всех по вымышленным именам, которые сам придумывал, поэтому своих помощников Солженицын называл «невидимками». Одной из таких «невидимок» была также Елена Чуковская. 
Сам Солженицын пояснил природу жанра своей книги так: «Художественное исследование — это такое использование фактического (не преображённого) жизненного материала, чтобы из отдельных фактов, фрагментов, соединённых однако возможностями художника, — общая мысль выступала бы с полной доказательностью, никак не слабей, чем в исследовании научном».
23 августа 1973 года автор дал большое интервью иностранным корреспондентам. В тот же день КГБ задержал одну из помощниц писателя Елизавету Воронянскую из Ленинграда. В ходе допроса её вынудили выдать местонахождение одного экземпляра рукописи «Архипелага ГУЛАГ». Вернувшись домой, она повесилась. 5 сентября Солженицын узнал о случившемся и распорядился начать печатание «Архипелага» на Западе (в эмигрантском издательстве «ИМКА-Пресс»). Тогда же он отправил руководству СССР «Письмо вождям Советского Союза», в котором призвал отказаться от коммунистической идеологии и сделать шаги по превращению СССР в русское национальное государство. С конца августа в западной прессе публиковалось большое количество статей в защиту диссидентов и, в частности, Солженицына.
В январе 1974 года «Радио Свобода» начало читать «Архипелаг Гулаг» по полчаса в день, чтение заняло три месяца.
В СССР была развёрнута мощная пропагандистская кампания против диссидентов. 31 августа 1973 г. в газете «Правда» было напечатано открытое письмо группы советских писателей, с осуждением Солженицына и Андрея Сахарова, «клевещущих на наш государственный и общественный строй». 24 сентября КГБ через бывшую жену Солженицына предложил писателю официальное опубликование повести «Раковый корпус» в СССР в обмен на отказ от публикации «Архипелага ГУЛАГа» за границей. Однако Солженицын, сказав, что не возражает против печатания «Ракового корпуса» в СССР, не выразил и желания связывать себя негласной договорённостью с властями. Различные описания, связанные с этим событием, находятся в книге Солженицына «Бодался телёнок с дубом» и в воспоминаниях Натальи Решетовской «АПН — я — Солженицын», опубликованных после её смерти: Решетовская отрицала роль КГБ и утверждала, что пыталась добиться соглашения между властями и Солженицыным по своей инициативе. В последних числах декабря 1973 года было объявлено о выходе в свет первого тома «Архипелага ГУЛАГа». В советских средствах массовой информации началась массированная кампания очернения Солженицына, как предателя родины с ярлыком «литературного власовца». Упор делался не на реальное содержание «Архипелага ГУЛАГа» (художественное исследование советской лагерно-тюремной системы 1918—1956 годов), которое вообще не обсуждалось, а на якобы имевшую место солидаризацию Солженицына с «изменниками родины во время войны, полицаями и власовцами».
Информацию для «Архипелага ГУЛАГ» Солженицыну предоставили, как указывалось в первых изданиях, 227 человек. В издании 2007 года (Екатеринбург, издательство У-Фактория) впервые раскрыт список «свидетелей Архипелага», чьи рассказы, письма, мемуары и поправки использованы при создании этой книги", включающий 257 имён. Некоторые фрагменты текста были написаны знакомыми Солженицына (в частности, Георгием Тэнно и Вячеславом Ивановым). По словам Иванова, к работе над «Архипелагом ГУЛАГ» Солженицын пытался привлечь Варлама Шаламова и Юлия Даниэля, но им не удалось договориться.
Гонорары и роялти от продажи книги переводились в Фонд Солженицына, откуда впоследствии передавались тайно в СССР для оказания помощи политическим заключённым и их семьям.
Вопреки распространённому мнению, присуждение Солженицыну Нобелевской премии по литературе в 1970 году никак не связано с «Архипелагом ГУЛАГ», который к тому моменту не только не был опубликован, но и оставался тайной даже для многих близких Солженицыну людей. Формулировка, с которой присуждена премия, звучит так: «За нравственную силу, с которой он следовал непреложным традициям русской литературы».
В СССР «Архипелаг» был полностью опубликован только в 1990 году (впервые отобранные автором главы были опубликованы в журнале «Новый мир», 1989, № 8—11). Последние дополнительные примечания и некоторые незначительные исправления внесены автором в 2005 году и учтены в екатеринбургском (2007 года) и последующих изданиях. К этому же изданию Н. Г. Левитской и А. А. Шумилиным при участии Н. Н. Сафонова впервые составлен именной указатель, который был дополнен и отредактирован Анатолием Разумовым.
Словосочетание «Архипелаг ГУЛАГ» стало нарицательным, часто используется в публицистике и художественной литературе, в первую очередь по отношению к пенитенциарной системе СССР 1920—1950-х годов. Отношение к «Архипелагу ГУЛАГ» (как и к самому Солженицыну) и в XXI веке остаётся весьма противоречивым, поскольку отношение к советскому периоду, Октябрьской революции, репрессиям, личностям Владимира Ленина и Иосифа Сталина сохраняет политическую остроту.
9 сентября 2009 года «Архипелаг ГУЛАГ» внесли в обязательную школьную программу по литературе для старшеклассников.
Об истории создания книги, судьбах людей, причастных к ней, в 2008 году во Франции создан документальный фильм «Тайная история „Архипелага ГУЛАГ“» (фр. L'Histoire Secrète de l'Archipel du Goulag, 52 мин.), режиссёры Николя Милетич (Nicolas Miletitch) и Жан Крепю (Jean Crépu). Озвучен «СВ-Дубль» и показан на канале «Культура» в декабре 2009 года, а также в апреле 2013 года в Центральном доме журналиста.

## Описание
Книга разделена на три тома и семь частей:
1. Том первый:
  1. Тюремная промышленность
  2. Вечное движение
2. Том второй:
  1. Истребительно-трудовые
  2. Душа и колючая проволока
3. Том третий:
  1. Каторга
  2. Ссылка
  3. Сталина нет

В конце книги приведены несколько послесловий автора, списки тюремно-лагерных и советских выражений и сокращений, в последнем прижизненном издании появился именной указатель упомянутых в книге лиц.

## Содержание
В «Архипелаге ГУЛАГ» описываются история создания лагерей в СССР, люди, работающие в лагерях и осуждённые на пребывание в них. Автор отмечает, что работники попадают в лагеря через училища МВД, призываются через военкоматы, осуждённые попадали в лагеря через аресты.
Начиная с ноября 1917 года, когда в России была объявлена вне закона партия кадетов, начались массовые аресты, потом аресты коснулись эсеров и социал-демократов. Продразвёрстка 1919 года, вызвавшая сопротивление деревни, привела к двухлетнему потоку арестованных. С лета 1920 года на Соловки отправляли офицеров. Аресты продолжались в 1921 году после разгрома тамбовского крестьянского восстания, руководимого Союзом трудового крестьянства, на острова Архипелага отсылались матросы восставшего Кронштадта, был арестован Всероссийский комитет помощи голодающим, проходили аресты социалистических инопартийцев.
В 1922 году Всероссийская чрезвычайная комиссия по борьбе с контрреволюцией и саботажем при СНК РСФСР занялась церковными вопросами. После ареста патриарха Тихона проходили процессы, коснувшиеся распространителей патриаршего воззвания. Были арестованы многие митрополиты, архиереи, протоиереи, монахи, диаконы.
В 1920-х годах арестовывали «за сокрытие соцпроисхождения», за «бывшее соцположение». С 1927 года шло разоблачение вредителей, в 1928 году в Москве слушалось Шахтинское дело, в 1930 году судили вредителей в пищевой промышленности, членов Промпартии. В 1929—1930 годах в лагеря на 10 лет сажали раскулаченных, «вредителей сельского хозяйства», агрономов. В 1934—1935 годах прошли «чистки» во время Кировского потока.
В 1937 году был нанесён удар по руководству ВКП (б), советского управления и НКВД.
В годы Великой Отечественной войны поток в лагеря был для организаторов паники, потом — немцев, живших в Советском Союзе, затем сажали многих освобожденных из немецко-фашистского плена советских военнопленных. Арестовывали соотечественников, побывавших на оккупированных территориях, немецких, японских, русских эмигрантов. В 1945 и 1946 годы на Архипелаг пошёл поток власовцев, казаков-красновцев, мусульман из национальных частей, созданных при Гитлере.
После войны в 1948—1949 годах в лагерях продолжали отбывать срок «повторники», пережившие 10 лет ГУЛАГа, «дети врагов народа». В последние годы жизни Сталина наметился поток евреев, проходило «дело врачей».
Автор описывает быт заключённых, их характерный образ, приводит многочисленные примеры причин посадок, отдельные биографии (А. П. Скрипниковой, П. А. Флоренского, В. Комова и других).
В главе 18 второго тома «Музы в ГУЛАГе» автор даёт описание своих представлений о писателях и литературном творчестве. Согласно его представлениям, общество делится на «верхний и нижний слои, правящий и подчинённый». Соответственно существуют четыре сферы мировой литературы. «Сфера первая, в которой принадлежащие к верхним слоям писатели изображают верхних, то есть себя, своих. Сфера вторая: когда верхние изображают, обдумывают нижних, Сфера третья: когда нижние изображают верхних. Сфера четвёртая: нижние — нижних, себя». К четвёртой сфере автор классификации относит весь мировой фольклор. Что касается собственно литературы: «Относящаяся же к сфере четвёртой письменность („пролетарская“, „крестьянская“) — вся зародышевая, неопытна, неудачна, потому что единичного умения здесь не хватало». Писатели третьей сферы часто были отравлены холопским преклонением, писатели второй сферы смотрели на мир свысока и не могли понять чаяния людей нижней сферы. В первой сфере работали писатели из верхних слоев общества, имеющие материальную возможность овладеть художественной техникой и «дисциплиной мысли». Великую литературу в этой сфере могли создавать писатели, глубоко несчастные лично или имеющие большой талант от природы".
По мнению автора, в годы репрессий впервые в мировой истории в больших масштабах слились опыт верхнего и нижнего слоев общества. Архипелаг давал исключительную возможность для творчества русской литературе, однако при этом погибли многие носители слившегося опыта.

## Художественные особенности
Солженицын использовал очень сложную повествовательную структуру, в которой авторская речь искусно соотносится с речью персонажей. Он широко использовал сказовые элементы с явным переходом к речи устного изложения. Коллективному арестантскому и народному «мы» в книге противостоят «они» — органы госбезопасности, лагерная администрация. Почти в каждой главе есть несколько обобщающих раздумий: о том, как человек становится палачом, о нравственном вреде ненаказанности палачей, о том, почему так мало было сопротивления и каким бы оно могло быть...

## Переводы
Точное количество языков, на которые переведён «Архипелаг ГУЛАГ», не указывается. Обычно приводится общая оценка «более чем на 40 языков».
Перевод первого (1974 год) и второго (1975 год) томов «Архипелага ГУЛАГ» на английский язык был выполнен американским переводчиком Томасом Уитни. В 1978 году был издан перевод третьего тома, выполненный английским переводчиком Гарри Уиллетсом. Перевод «Архипелага ГУЛАГ» на немецкий язык был выполнен в 1974 году Элизабет Маркштайн под псевдонимом «Анна Петурниг».

## Реакция на публикацию

### США
Как вспоминал сотрудник радиостанций «Голос Америки» и «Радио Свобода» Марк Помар, в отмечавшиеся разрядкой 70-е годы этим СМИ с целью не раздражать СССР нельзя было передавать «Архипелаг ГУЛАГ» Солженицына или вообще проводить с ним интервью.

### В СССР
Спустя полгода после публикации книги Солженицын был арестован по обвинению в измене Родине, лишён советского гражданства и выслан из СССР. Только в 1990 году писателю вернули гражданство.
После переправки «Архипелага ГУЛАГ» за рубеж Солженицын попросил «невидимок» сжечь рукописи. Однако Елизавета Воронянская, одна из хранителей рукописи в Ленинграде, решила этого не делать. Воронянскую выследили сотрудники КГБ, после чего её допрашивали в течение пяти дней. По официальной версии, она выдала на допросах место хранения рукописи, затем пришла домой и повесилась.
Лев Тимофеев, в тот момент сотрудник редакции журнала «Молодой коммунист», кандидат в члены КПСС, а впоследствии диссидент, вспоминает: «„Архипелаг ГУЛАГ“ <…> совершенно перевернул моё представление о возможном, о том, что можно писать, а чего нельзя. Это же был внутренний цензор! И вот этот внутренний цензор был убит чтением „Архипелага ГУЛАГ“. И вот тогда я стал писать».
В 1974 году выпускник исторического факультета Одесского университета Глеб Павловский за распространение «Архипелага ГУЛАГ» попал в поле зрения КГБ и лишился работы.
По данным редакции подпольного журнала «Хроника текущих событий», первый приговор за распространение «Архипелага ГУЛАГ» был вынесен Г. М. Мухаметшину, осуждённому 7 августа 1978 года на 5 лет строгого режима и 2 года ссылки.

### В России
12 декабря 2009 года телеканал «Культура» показал документальный фильм французского телевидения «Тайная история „Архипелага ГУЛАГ“» (ориг. L’Histoire Secrete de l’Archipel du Goulag), снятый французским кинодокументалистом Николя Милетич. Документальный фильм охватывает события, связанные с написанием и изданием этого произведения.

## Отзывы

### Положительные
Историк Владимир Козлов писал в книге «Неизвестный СССР. Противостояние народа и власти 1953—1985 гг.»: «В 1970-е гг. „Архипелаг ГУЛАГ“, универсальный символ тотального зла, стал достоянием мирового исторического и культурного опыта благодаря великой книге Александра Солженицына. Именно Солженицын восстановил (в основном, по устным свидетельствам очевидцев) конфликтную историю сообщества заключенных 1930—1940-х гг. и описал ход и исход беспрецедентных по размаху восстаний узников особых лагерей в 1953—1954 гг. В определённом смысле его труд можно сравнить с первыми мореходными картами: при всей неточности и легендарности тех или иных конкретных сведений, исследование Солженицына превратило историю ГУЛАГа из „terra incognita“ в реальное, интеллектуально постигаемое пространство, в факт мировой истории».
Философ Григорий Померанц писал в газете «Культура»: «…Я тридцать лет спорю с его [Солженицына] идеями, но не устаю восхищаться автобиографическими главами „Архипелага“. Я убеждён, что они останутся в одном ряду с другими великими исповедями».
Поэт Иосиф Бродский писал в «Географии зла»: «Хотя и с риском для жизни, индивидуум может позволить себе роскошь собрать показания свидетелей и учинить свой Нюрнбергский процесс. Именно это — обвинительный материал и самое обвинение — и представляет собой „Архипелаг ГУЛаг“ А. Солженицына. Читатель приглашается принять участие в процессе в качестве наблюдателя».
По словам режиссёра Андрея Звягинцева: «Это главная книга, которую всей бы стране прочесть. Каждому прочесть. И уже не будет этого идиотизма, идей реставрации имени Сталина, всех этих политических заигрываний с именем Сталина, как эффективным менеджером».
Политик Евгений Ройзман в своём блоге сказал, что: «Солженицын на самом деле — это великий русский писатель, и Нобелевская премия его совершенно заслужена. И Архипелаг ГУЛАГ — это монументальная вещь, которая никуда никогда не денется. Это книга, которая рассказала миру правду о том, что происходило».

### Критические
Солженицына неоднократно, особенно часто в 1970-х, после выхода «Архипелага», критиковали за сочувственное отношение к РОА в ходе Великой Отечественной войны и связанные с этим мнения относительно судьбы советских военнопленных.
Владимир Бушин критиковал Солженицына за якобы имевший место призыв с его стороны к применению против СССР американского атомного оружия[страница не указана 1122 дня], поскольку в «Архипелаге» он приводит угрожающие слова заключённых, обращённые надзирателям: 
…жаркой ночью в Омске, когда нас, распаренное, испотевшее мясо, месили и впихивали в воронок, мы кричали надзирателям из глубины: «Подождите, гады! Будет на вас Трумэн! Бросят вам атомную бомбу на голову!» И надзиратели трусливо молчали. Ощутимо и для них рос наш напор и, как мы ощущали, наша правда. И так уж мы изболелись по правде, что не жаль было и самим сгореть под одной бомбой с палачами. Мы были в том предельном состоянии, когда нечего терять. 

Если этого не открыть — не будет полноты об Архипелаге 50-х годов.
После публикации произведения в СССР в 1990 году демографы стали указывать на противоречия между приводимыми Солженицыным оценками числа репрессированных, с одной стороны, и архивными данными и расчётами демографов (основанными на архивах, ставших доступными после 1985 года), — с другой. В качестве аргумента чаще всего приводится неправильно истолкованная цитата из «Архипелага ГУЛАГ»:

По подсчётам эмигрировавшего профессора статистики И. А. Курганова, от 1917 до 1959 года без военных потерь, только от террористического уничтожения, подавлений, голода, повышенной смертности в лагерях и, включая дефицит от пониженной рождаемости, — оно обошлось нам в… 66,7 миллиона человек (без этого дефицита — 55 миллионов).
Шестьдесят шесть миллионов! Пятьдесят пять!
Свой или чужой — кто не онемеет?

Мы, конечно, не ручаемся за цифры профессора Курганова, но не имеем официальных. Как только напечатаются официальные, так специалисты смогут их критически сопоставить. (Уже сейчас появилось несколько исследований с использованием утаённой и раздёрганной советской статистики, — но страшные тьмы погубленных наплывают те же).— Архипелаг ГУЛАГ. — Т. 2. — Ч. 3. Гл. 1. — С. 451.
В данном случае Солженицын ссылается на статью Ивана Курганова «Три цифры», в которой проведена статистико-демографическая оценка последствий «красной катастрофы». При этом он говорит о 55 или 66 миллионах потерь. Данная цифра включает в себя не только сталинские репрессии, но и Гражданскую войну, красный террор первых лет советской власти, голод, коллективизацию со ссылкой крестьян и около 10 миллионов ожидаемых, но не рождённых. При этом Солженицын делает оговорку «не ручаемся», замечает, что их можно будет подвергнуть критике в будущем, при выходе более достоверных данных.
Историк В. Н. Земсков отмечал, что «по документам ГУЛАГа очень сложно вычленить обратный поток 1939 года, о котором А. И. Солженицын писал: „Обратный выпуск 1939 года — случай в истории Органов невероятный, пятно на их истории! Но, впрочем, этот антипоток был невелик, около одного-двух процентов взятых перед тем …“», поскольку, указывает Земсков, согласно документам ЦГАОР СССР, за весь 1939 год «из ГУЛАГа было освобождено 327,4 тыс. человек (223,6 тыс. — из лагерей и 103,8 тыс. — из колоний), но в данном случае эти цифры мало о чём говорят, так как нет указаний о том, каков среди них был процент досрочно освобожденных и реабилитированных „врагов народа“». Нам известно, что 1 января 1941 года на Колыме находилось 34 тыс. освобожденных лагерников, из них 3 тыс. (8,8 %) полностью реабилитированных. В то же время он признаёт правоту Солженицына в оценке антипотока 1939 года как небывалого в истории НКВД случая, поскольку местные органы НКВД и органы власти находились в таких обстоятельствах, что «они непременно должны были ежедневно, ежечасно „классово бороться“» и имело место «своего рода соревнование в выявлении и обезвреживании „врагов народа“», где отставание «могло иметь самые печальные последствия для исполнителей этого грязного дела, так как по этой причине их самих могли занести в число „врагов народа“». И поэтому «для органов уже не имело значения, виновен ли данный человек или невиновен», а главной целью было «арестовать достаточное количество „затаившихся врагов“ и этим показать, что они, органы, якобы активно „классово борются“».
По мнению Земскова, «такая деятельность НКВД, особенно в период 1937—1938 гг., была на редкость чудовищна и безнравственна, но по сложившимся в 20—30-е годы представлениям о „законах классовой борьбы“ считалось нравственным всё то, что вело к быстрейшей ликвидации классового врага».

## Прочие сведения
- «Архипелаг ГУЛАГ» занимает 15-е место в списке «100 книг века по версии Le Monde». Среди книг, опубликованных во второй половине века, он занимает 3-е место.